# Olympische Winterspiele 2022/Rennrodeln – Doppelsitzer
Das Rennrodeln im Doppelsitzer bei den Olympischen Winterspielen 2022 wurde am 9. Februar im Yanqing National Sliding Center ausgetragen.

## Rekorde
| Bahnrekord  | Tobias Wendl, Tobias Arlt    | 58,255 s | Lauf 1 | 9. Februar 2022 |
| Startrekord | Tristan Walker, Justin Snith | 7,013 s  | Lauf 1 | 9. Februar 2022 |

## Ergebnisse
| Rang | #  | Athleten                              | Nation             | Lauf 1        | Lauf 1 | Lauf 2       | Lauf 2 | Gesamt       | Gesamt   |
| Rang | #  | Athleten                              | Nation             | Zeit          | Rang   | Zeit         | Rang   | Zeit         | Defizit  |
| ---- | -- | ------------------------------------- | ------------------ | ------------- | ------ | ------------ | ------ | ------------ | -------- |
| 1    | 5  | Tobias Wendl Tobias Arlt              | Deutschland        | 58,255 s (TR) | 1      | 58,299 s     | 1      | 1:56,554 min | –        |
| 2    | 2  | Toni Eggert Sascha Benecken           | Deutschland        | 58,300 s      | 2      | 58,353 s     | 2      | 1:56,653 min | +0,099 s |
| 3    | 11 | Thomas Steu Lorenz Koller             | Österreich         | 58,426 s      | 3      | 58,639 s     | 3      | 1:57,065 min | +0,511 s |
| 4    | 3  | Mārtiņš Bots Roberts Plūme            | Lettland           | 58,628 s      | 5      | 58,791 s     | 5      | 1:57,419 min | +0,865 s |
| 5    | 1  | Andris Šics Juris Šics                | Lettland           | 58,703 s      | 6      | 58,734 s     | 4      | 1:57,437 min | +0,883 s |
| 6    | 4  | Emanuel Rieder Simon Kainzwaldner     | Italien            | 58,602 s      | 4      | 58,995 s     | 7      | 1:57,597 min | +1,043 s |
| 7    | 10 | Tristan Walker Justin Snith           | Kanada             | 58,895 s      | 7      | 59,023 s     | 8      | 1:57,918 min | +1,364 s |
| 8    | 8  | Alexander Denissjew Wladislaw Antonow | ROC                | 59,040 s      | 9      | 58,953 s     | 6      | 1:57,993 min | +1,439 s |
| 9    | 7  | Wojciech Chmielewski Jakub Kowalewski | Polen              | 58,992 s      | 8      | 59,073 s     | 9      | 1:58,065 min | +1,511 s |
| 10   | 6  | Andrei Bogdanow Juri Prochorow        | ROC                | 59,376 s      | 11     | 59,132 s     | 11     | 1:58,508 min | +1,954 s |
| 11   | 15 | Zachary DiGregorio Sean Hollander     | Vereinigte Staaten | 59,389 s      | 12     | 59,126 s     | 10     | 1:58,515 min | +1,961 s |
| 12   | 12 | Park Jin-yong Cho Jung-myung          | Südkorea           | 59,361 s      | 10     | 59,366 s     | 12     | 1:58,727 min | +2,173 s |
| 13   | 9  | Tomáš Vaverčák Matej Zmij             | Slowakei           | 1:00,138 min  | 15     | 59,704 s     | 13     | 1:59,842 min | +3,288 s |
| 14   | 13 | Marian Gîtlan Darius Șerban           | Rumänien           | 59,694 s      | 13     | 1:00,243 min | 16     | 1:59,937 min | +3,383 s |
| 15   | 14 | Ihor Stachiw Andrij Lyssezkyj         | Ukraine            | 59,983 s      | 14     | 1:00,080 min | 15     | 2:00,063 min | +3,509 s |
| 16   | 17 | Filip Vejdělek Zdeněk Pěkný           | Tschechien         | 1:00,248 min  | 16     | 59,869 s     | 14     | 2:00,117 min | +3,563 s |
| 17   | 16 | Huang Yebo Peng Junyue                | China              | 1:00,732 min  | 17     | 1:00,840 min | 17     | 2:01,572 min | +5,018 s |